# 966 Муші
966 Муші (966 Muschi) — астероїд головного поясу, відкритий 9 листопада 1921 року.
Тіссеранів параметр щодо Юпітера — 3,302.